# Ledraprora compressa
Ledraprora compressa är en insektsart som beskrevs av Evans 1939. Ledraprora compressa ingår i släktet Ledraprora och familjen dvärgstritar. Inga underarter finns listade i Catalogue of Life.